# 820 (číslo)
Osm set dvacet je přirozené číslo. Následuje po čísle osm set devatenáct a předchází číslu osm set dvacet jedna. Římskými číslicemi se zapisuje DCCCXX a řeckými číslicemi ωκ'.

## Matematika
820 je:
- Trojúhelníkové číslo
- Dvacetiúhelníkové číslo
- Abundantní číslo
- Složené číslo
- Šťastné číslo

## Astronomie
- (820) Adriana je planetka hlavního pásu, kterou objevil v roce 1916 Max Wolf

## Roky
- 820
- 820 př. n. l.